# 硬石 (亞利桑那州)
硬石（英語：Hard Rock）是位於美國亞利桑那州納瓦霍縣的一個人口普查指定地區。根據2010年美國人口普查，該地共人口500人，而該地的面積約為15.34平方千米。

## 地理
硬石的座標為36°01′51″N 110°30′17″W / 36.03083°N 110.50472°W，而該地最高點為海拔高度1835米（即6020英尺）。